# Feel Special
Feel Special ist die achte EP der südkoreanischen Girlgroup Twice. Das Album wurde am 23. September 2019 von JYP Entertainment veröffentlicht.

## Hintergrund
Am 8. August 2019 wurde gemeldet, dass Twice in Kürze das Musikvideo zu ihrer neuen Single drehen werden. JYP Entertainment bestätigte diese Meldungen später. Ein konkretes Comeback-Datum wurde zu diesem Zeitpunkt allerdings noch nicht genannt. Ab dem 9. September veröffentlichte die Gruppe täglich Teaser der einzelnen Mitglieder und weitere Informationen zum anstehenden Album.
Feel Special erschien am 23. September 2019 zusammen mit der gleichnamigen Single. Am selben Tag gab JYP Entertainment bekannt, dass Mina, die sich aufgrund einer Angststörung bereits seit Juli 2019 in einer Pause befand, auch bei diesem Comeback nicht dabei sein werde. Allerdings war sie an der Produktion des Albums und des Musikvideos beteiligt.
Produziert wurde das Album von Park Jin-young, der auch für den Text und die Komposition der Singleauskopplung verantwortlich ist. Auch einige Mitglieder der Gruppe schrieben Texte für Feel Special. Der Text zum Lied 21:29, das den Fans gewidmet ist, wurde von allen neun Mitgliedern geschrieben.
Das Album verkaufte sich in der Woche 154.028 Mal. Damit stellte die Gruppe ihren eigenen Verkaufsrekord für Girlgroups ein den sie mit dem Vorgänger Fancy You aufgestellt hatte.

## Titelliste
| Nr.          | Titel                      | Text                                                   | Musik                                                                                | Länge |
| ------------ | -------------------------- | ------------------------------------------------------ | ------------------------------------------------------------------------------------ | ----- |
| 1.           | Feel Special               | J.Y. Park "The Asiansoul"                              | J.Y. Park "The Asiansoul", Ollipop, Hayley Aitken                                    | 3:27  |
| 2.           | Rainbow                    | Nayeon                                                 | Alexander Karlsson, Alexej Viktorovitch, Mihaela Borislavova, Nikol Genadieva Kaneva | 2:58  |
| 3.           | Get Loud                   | Jihyo, JQ                                              | Ryan Jhun, Miro Markus, Anna Timgren                                                 | 3:07  |
| 4.           | Trick It                   | Dahyun, JQ                                             | Melanie Fontana, GG Ramirez, Jurek Reunamäki, 72                                     | 3:14  |
| 5.           | Love Foolish               | Shim Eun-ji, Momo                                      | Shim Eun-ji, 베르시최, Louise Frick Sveen                                            | 3:12  |
| 6.           | 21:29                      | Twice                                                  | Lee Ju-hyung, Sophia Pae                                                             | 3:49  |
| 7.           | Breakthrough (Korean Ver.) | Olivia Choi (Koreanisch), Yu Shimoji (Originalversion) | Jan Baars, Rajan Muse, Ronnie Icon                                                   | 3:37  |
| Gesamtlänge: | Gesamtlänge:               | Gesamtlänge:                                           | Gesamtlänge:                                                                         | 23:24 |

## Chartplatzierungen
| ChartsChartplatzierungen | Höchstplatzierung | Wochen |
| ------------------------ | ----------------- | ------ |
| Japan (Oricon)           | 3 (12 Wo.)        | 12     |
| Südkorea (KMCA)          | 1 (61 Wo.)        | 61     |

| ChartsJahrescharts (2019) | Platzierung |
| ------------------------- | ----------- |
| Japan (Oricon)            | 50          |
| Südkorea (KMCA)           | 10          |

## Auszeichnungen

### Preisverleihungen
- Golden Disc Awards 2020 – Album Division Bonsang[10]

### Auszeichnungen für Musikverkäufe
| Land/Region     | Auszeichnungen für Musikverkäufe (Land/Region, Auszeichnung, Verkäufe) | Verkäufe |
| --------------- | ---------------------------------------------------------------------- | -------- |
| Südkorea (KMCA) | 2× Platin                                                              | 500.000  |
| Insgesamt       | 2× Platin ·                                                            | 500.000  |

Hauptartikel: Twice/Diskografie